# Тіт Лівій
Тіт Лі́вій (лат. Titus Livius; 64 / 59 до н.е. — 12 / 17) — римський історик, автор монументальної історії Риму «Історія від заснування міста». При написанні своїх творів використовував живу мову, різноманітні художні прийоми та інші засоби писемної майстерності, ігноруючи будь-яку перевірку достовірності джерел (нелогічності та суперечності між ними), віддаючи перевагу стилістичній обробці замість точності у викладі фактів. Із погляду на це, у XIX столітті, цінність його праці була знижена, через велику кількість неточностей у роботі з джерелами.
Зразками неперевершеного стилю Лівій назвав Демосфена та Цицерона. Написав декілька історико-філософських діалогів і риторичний твір епістолярної форми до сина, котрі не збереглися.
Тіт Лівій став засновником жанру альтернативної історії, описавши можливу боротьбу Риму з Александром Македонським, якби останній прожив довше, та її наслідки.

## Біографія

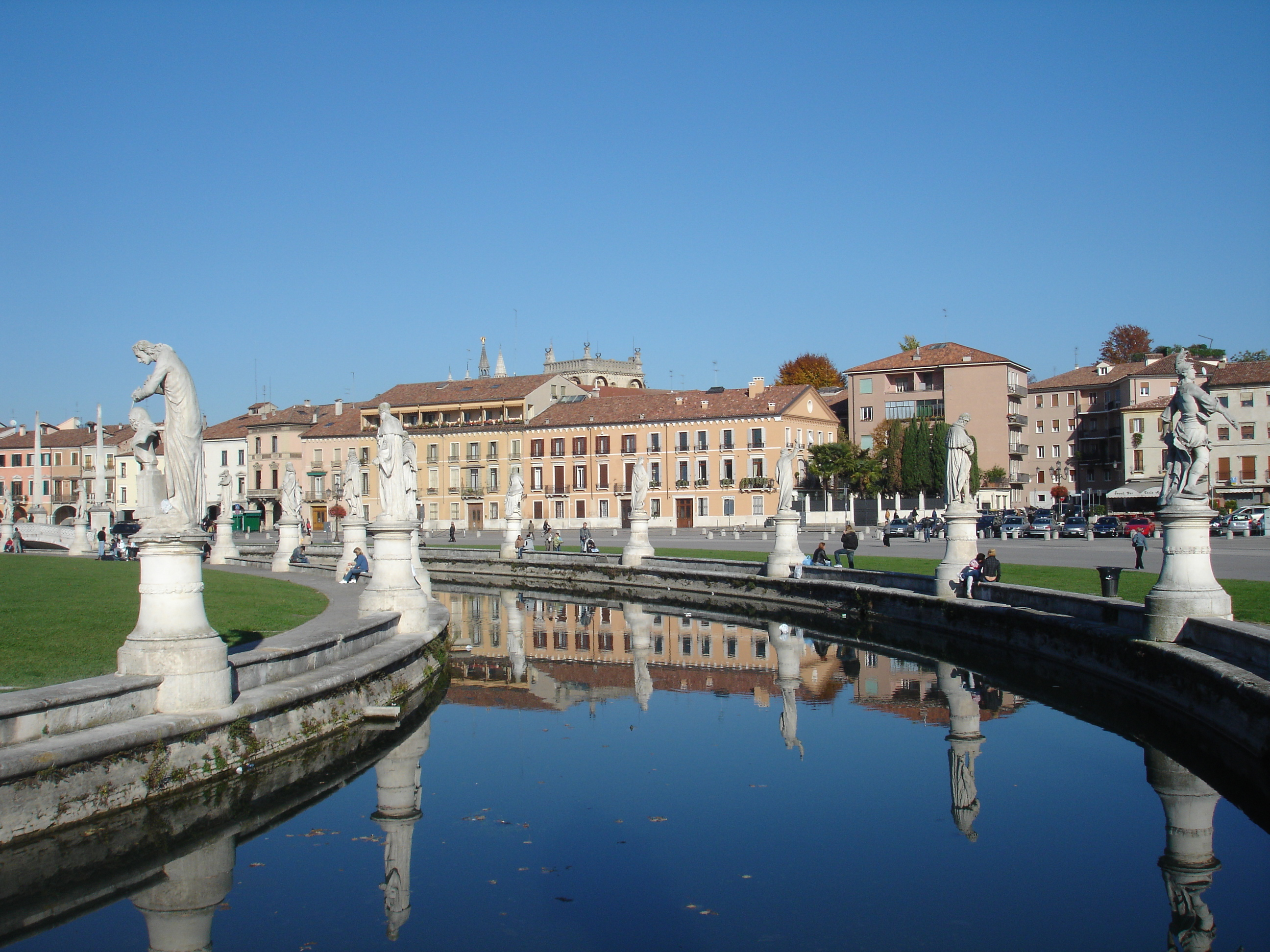
Рідне місто Тіта Лівія в сучасності

Стосовно життя Тіта Лівія відомо небагато, адже він, у більшості випадків, не писав про себе, а приділяв увагу лише тим подіям, що його оточували. Він народився у заможній сім'ї в Патавії (сучасна Падуя). Для розуміння творчості Тіта Лівія, це дуже важлива інформація, адже у той час походження з цього міста у Римі асоціювалося з моральною чистотою (Пліній Молодший. Листи I, 14, 6; Марк Валерій Марціал IХ, 16, 8), відданістю республіканським традиціям та солідарністю з громадянським колективом. Немає жодної інформації стосовно освіти, яку отримав Лівій, тому можна припустити, що він навчався за класичною Римською системою: до 7 років — домашнє навчання з матір'ю або рабом; 7 — 14 — відвідування школи, в якій навчання складалося з читання та тлумачення текстів класичних латинських та грецьких авторів, знайомство з видатними історичними фігурами в Римі, а також засвоєння патріотичних традицій; у 14 років відбувався обряд повноліття на якому підлітки отримували чоловічі тоги; у більшості випадків в 20 років хлопці одружувалися. Про дружину Тіта Лівія нічого не відомо, але в нього було щонайменше два сини, один з яких помер ще у дитинстві, а інший набув популярності завдяки своїм творам з географії; ймовірно у Лівія ще була дочка, що підтверджується наявністю в нього зятя за творами Сенеки (Сенека. Контроверсії X, передмова, 2). 
Близько 38 р. до н. е. Лівій переїздить до Риму, де він знайомиться з Октавіаном Августом. Скоріш за все, це відбулося на культурній ниві, адже імператор був активним спонсором мистецтв та наук. Тацит пише про них, як про друзів, але точної інформації про ставлення Тіта до Августа нема, адже погляди на деякі історичні події в них не співпадали. Але попри це, відомо, що Лівій був досить близький до імператорської родини і навіть певний час був вчителем майбутнього імператора Клавдія. Він радив йому займатися історією і завдяки деяким залишкам рукописів Клавдія, можна дійти висновку, що Лівій мав певний авторитет і повагу в імператорському домі.
Приблизно в 27 років він починає свою працю, оригінальна назва якої не збереглася, але загальноприйнята — «Історія від заснування міста» (Ab urbe condita). Ймовірно, Тіт присвятив увесь вільний час своїй праці, адже жодних згадок, що він займав будь-які посади у магістратурах, або ж працював у суспільній сфері — немає, що було дуже нехарактерно для авторів історичної літератури. Не зважаючи на це, існують згадки про те, що час-від-часу він проводив рецитації для невеликих груп людей.
Лівій працював над своєю працею близько 40 років, не зупиняючись до останнього подиху. У літньому віці, близько 14 р. н. е. він повернувся у рідну Патавію, для того, щоб продовжити свою справу у спокої, написавши за останні 3 роки свого життя більше ніж 22 розділи (у Римі вони називалися «книгами», libri) і помер на 4 рік правління імператора Тиберія в 17 р. н. е. у віці 76 років.

## Погляди

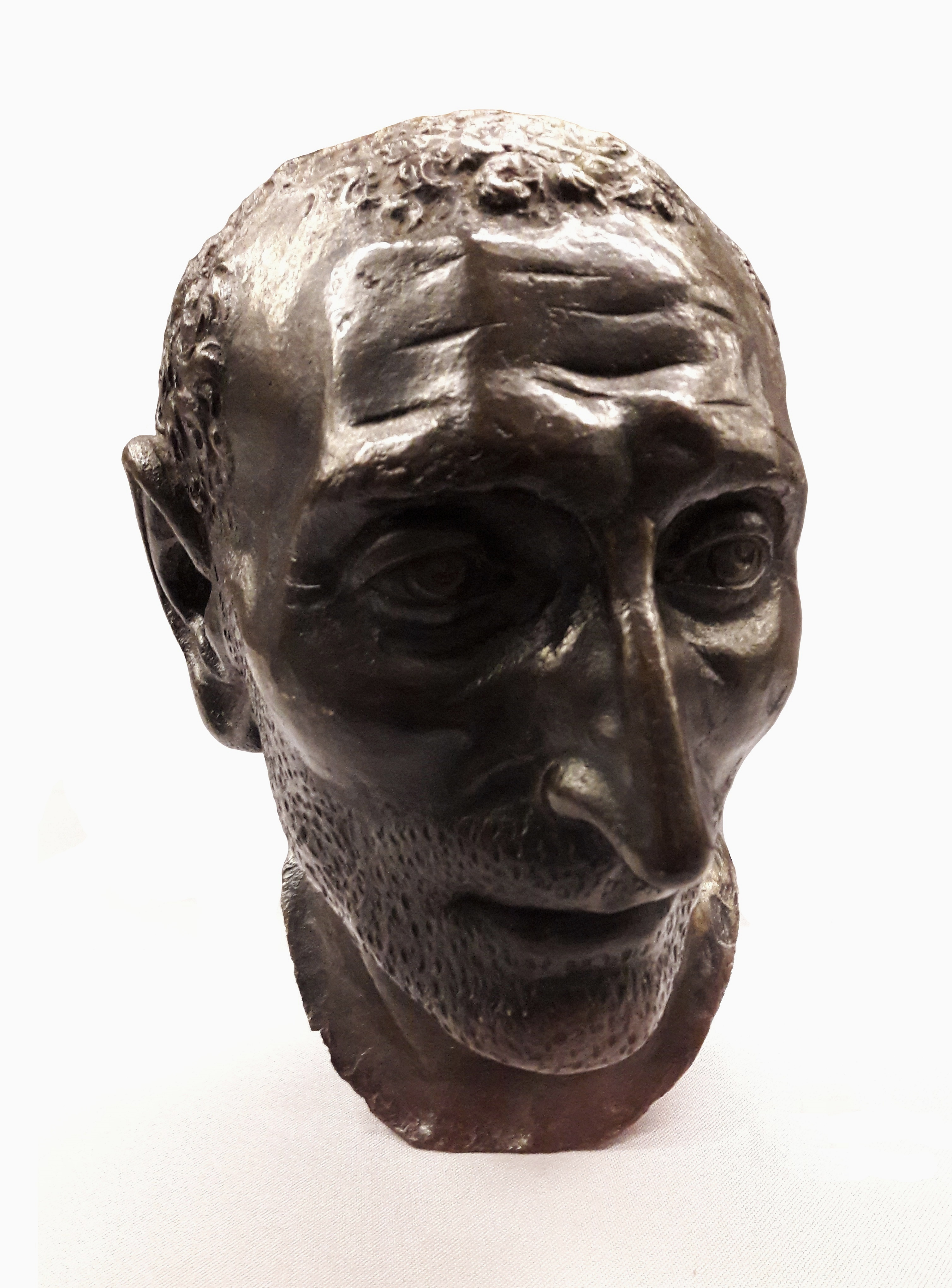
Бюст Тіта Лівія роботи Андреа Річчо, XV ст.

### Політичні погляди
Лівій не обіймав ніяких громадських посад, що відрізняло його від інших римських істориків. Крім того, Лівій ніде не заявляє про свої політичні переконання, обмежуючись лише загальними словами про важливість свободи, миру та єдності. В результаті, різні сучасні дослідники приходять до протилежних висновків про політичні погляди історика: йому приписують і явні республіканські симпатії, і помірно консервативну просенатську орієнтацію, і повне прийняття принципату. Причиною розбіжностей вважають протиріччя між фактами з його біографії і думками, висловленими в «Історії», — наприклад, його слова «ми ні вад наших, ні ліків проти них переносити не в силах» вважаються явним натяком на політику Августа, але достовірно відомо про близькість історика до імператора.
Висновки про політичні погляди Лівія іноді роблять і на підставі епітета «помпеянець», яким Октавіан Август називав історика, що вихваляв діяльність Гнея Помпея. При описі подій піздньореспубліканської епохи Лівій високо оцінював не лише Помпея, але також Марка Юнія Брута і Гая Касія Лонгіна. Усе це могло розцінюватися як прояв опозиційних настроїв: Помпей був супротивником Цезаря — посмертно названого батька Августа — в громадянській війні, а Брут і Лонгін — вбивцями диктатора.
Немає єдиної думки і в питанні про те, чи планував Лівій вплинути своїм твором на політичне життя держави в цілому і на політичні рішення імператора і його оточення. На думку Роберта Огілви, історик не ставив ніяких політичних цілей, і в «Історії» немає ні нападів на Августа, ні виправдань його політики, але присутні лише загальні ідеї прагнення до миру, стабільності, свободи. Навпаки, Ханс Петерсен побачив в «Історії» послання, адресовані імператорові, задумані як застереження від встановлення одноосібної монархії. А. І. Немировский бачить вже на самому початку «Історії» спробу Лівія осмислити сучасність і виразити відношення до подій свого часу через опис старовини, а також виявляє завуальований, але чіткий для сучасників опис Октавіана Августа при розповіді про царя-миротворця Нуму Помпілія. Рональд Меллор припускає, що Лівій міг частково вплинути на деякі рішення імператора — зокрема, на програму перебудови стародавніх храмів і на відродження давніх релігійних ритуалів.

### Релігійні погляди
Релігії приділено значне місце в творі Лівія. Історик відстоює переконання, що боги беруть участь в земних справах, допомагають благочестивим і перешкоджають неправедним. При цьому вони не сходять з неба і не втручаються безпосередньо, але допомагають наданням слушної нагоди для перемоги.
На думку історика, боги особливо прихильні саме до римського народу, тому зневага до богів може обернутися для римлян причиною багатьох лих. Він вважає релігію фундаментом суспільної моралі, визнає існування свободи волі, через що люди несуть відповідальність перед богами за свої вчинки. Для Лівія дуже важливо, чи діяли описувані ним політики і полководці відповідно до надприродних знамень або ж нехтували ними. Починаючи з третьої декади, увага Лівія до релігійних питань починає знижуватися — можливо, внаслідок уважного вивчення праць раціоналістично налаштованого Полібія. Проте, Плутарх переказує повідомлення про того, що гадає, що дізнався про результат битви при Фарсалі в 48 році до н. е. з польоту птахів, з посиланням на останні книги Лівія, що не збереглися. Релігійні переконання самого історика оцінюють по-різному: йому приписують як раціональний скептицизм, так і непохитну віру в римських богів.
Як зауважує С. І. Соболевский, навряд чи Лівій поділяв усі надприродні вірування, про які писав, а його релігійні вподобання щонайменше відрізнялися від народних. А. І. Немировский вважає, що релігійні переконання римського історика сформувалися під впливом поступово запроваджуваного Октавіаном Августом культу імператора. Лівій, припускає дослідник, ставився до релігії як до перевіреного часом способу умиротворити римлян. В той самий час разом з демонстрацією важливості релігії для римського суспільства, Лівій критично переосмислює ряд положень міфологізованої ранньої історії Риму. Тенденція повідомляти контраргументи відразу ж після розповіді про чудеса і легенди без підсумкового висновку, може бути навіяна популярним у ті роки філософським скептицизмом, що порекомендував утримуватися від категоричних суджень, або бажанням залишити вирішення спірного питання на розсуд читача. Нерідко висловлюються думки про вплив на Лівія філософії стоїцизму. Міхаель фон Альбрехт припускає, що історик був лише знайомий з цим вченням, а віднести його до стоїків неможливо через розгляд як творця історії не безособового року, а людини.
Інші дослідники, навпаки, вбачають у «Історії» послідовну провідну думку про вирішальну роль долі всевладдя або провидіння — ідеї, характерної саме для стоїків. На думку Патріка Волша, близькість Лівія до ідей стоїцизму найбільш помітна у використанні термінів «доля» і «вдача» в їх стоїчному розумінні. Його стоїчні переконання могли бути тим міцніші, що стоїцизм, який сформувався в Греції, добре узгоджувався з принципами традиційної римської релігії. При цьому відзначається, що самі стоїки були частково розколоті з деяких питань: зокрема, Посидоній захищав значущість надприродних знамень як виразників волі богів, а Панетій її заперечував. Лівій у цьому питанні приєднувався до бачення Посідонія.
Лівій записує усі дивовижні знамення (продигії), вважаючи їх проявом волі богів. Найбільше їх міститься в описі подій після 249 року до н. е., коли римські понтифіки почали вносити усі відомості про продигії в державний літопис. Підвищений інтерес до надприродних явищ історика, що неодноразово сумнівався в правдивості ряду міфів і легенд, зв'язується з переконанням, ніби через знамення реалізується божественна воля. Втім, іноді Лівій сумнівається в істинності чудес і продигій.

## Вплив

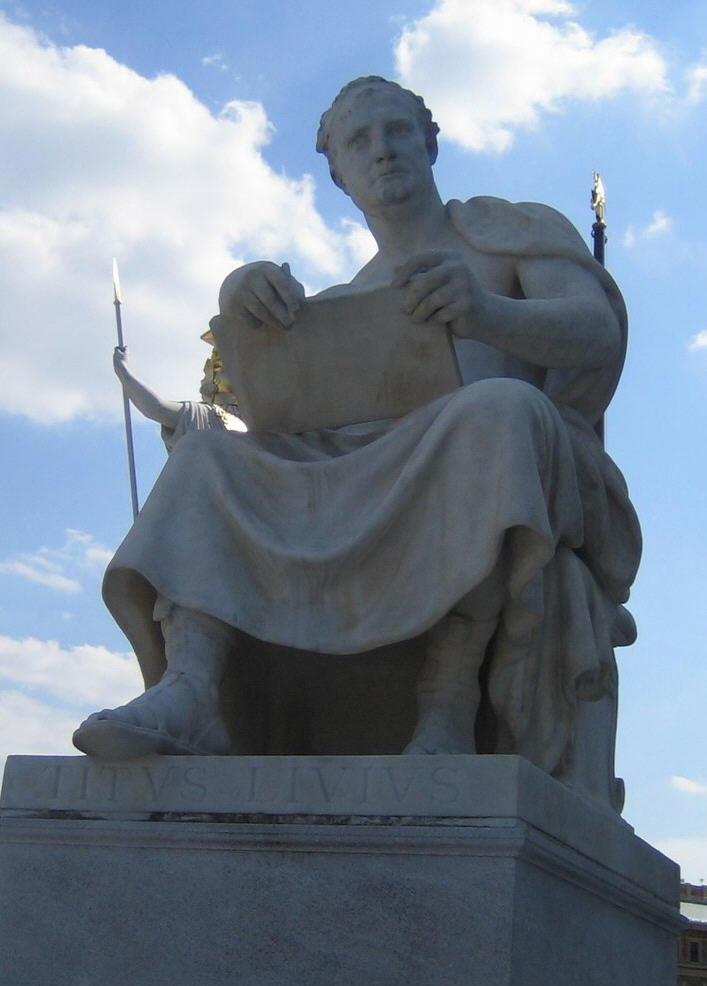
Монумент Тіту Лівію

### Античність

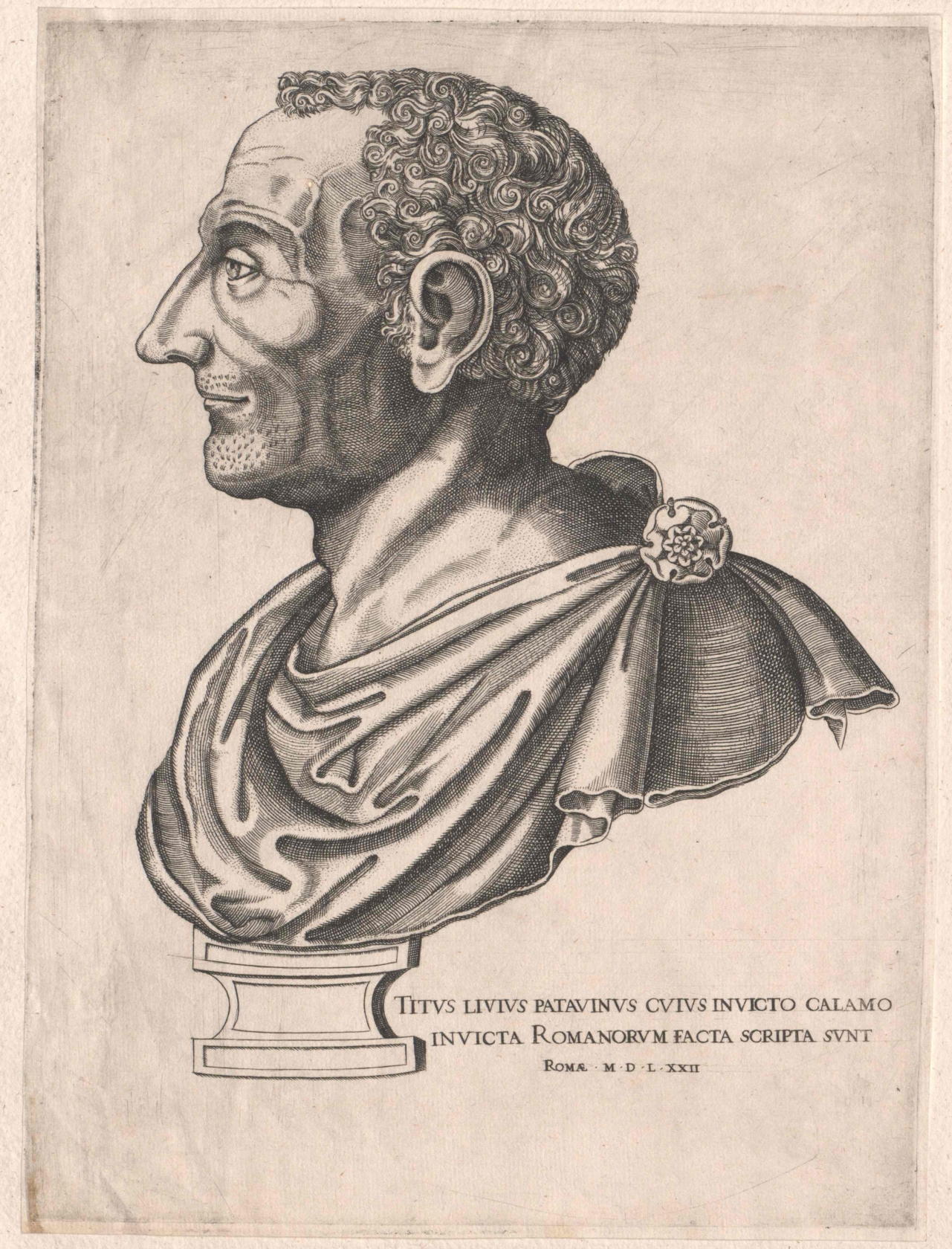
Зображення Тіта Лівія

Серед сучасників і найближчих нащадків думка про Лівія була змішаною, але надалі затвердилася висока оцінка його творчості. Гай Азіній Полліон критично відзивався про Лівія. Светоній повідомляє, що імператор Калігула збирався вилучити його твори з бібліотек. Повідомлення Светонія про ці плани Калігули іноді трактується як свідоцтво реального знищення багатьох рукописів, що вплинуло на погане збереження творів Лівія, але нерідко воно вважається невдалим жартом або критикою імператора. З підозрою ставився до історика і імператор Доміціан, який страчував якогось Меттія Помпузіана, оскільки він, за словами Светонія, «мав імператорський гороскоп і носив з собою креслення усієї землі на пергаменті і слова царів і вождів з Тіта Лівія». Квінтиліан високо цінував стиль Лівія, порівнюючи його з «батьком історії» Геродотом. Тацит вважав Лівія найкрасномовнішим істориком, а Сенека відводив йому третє місце за цим показником серед усіх римських авторів після Цицерона і Азінія Полліона.

Інформативний твір Лівія став джерелом для ряду авторів, що писали про минуле. Інтерес до Лівія і висока оцінка його твору зберігалися і в пізню античність. Ієронім Стридонский вважав Лівія, разом з Геродотом, Фукідідом і Салюстієм, зразком для наслідування для істориків. У 396 році Квінт Аврелій Сіммах у листі до Протадія пропонує альтернативу «Історії» Лівія для вивчення ранніх воєн з германцями — "Германські війни" Плінія Старшого і Записки про Галльську війну Цезаря. Децим Магн Авсоній, розповідаючи про учителів риторики й граматики у Бурдігалі, згадує про знайомство одного з них із Лівієм. У кінці IV — початку V століття троє знатних римлян — Тасцій Вікторіан, Нікомах Декстер і Нікомах Флавіан — на дозвіллі виправляли помилки в перших книгах Лівія. Виправлений ними текст ліг в основу усіх рукописів, що збереглися, з першою декадою Лівія. У 401 році Сіммах передав копію «Історії» Валеріану, який зайнявся виправленням тексту. Пізніші переписувачі перенесли виправлення, зроблені Валеріаном, разом з деякими зі супутніх коментарів.

### Середні віки
На рубежі античної епохи та Середніх віків Лівій зберігав авторитет — його цитував римський папа Геласій I, а граматик Прісціан використав «Історію» у своїй роботі. Проте в раннє Середньовіччя інтерес до Лівія падає разом із загальним рівнем вченості. Яскравим свідоцтвом зміни пріоритетів вважається повторне використання рукописів «Історії», які стирали і використали для запису інших творів. У Латеранській базиліці в рукопис «Історії» загорнули християнські реліквії. Пізніші автори приписували римському папі Григорію I ініціативу спалювання усіх екземплярів «Історії» через виявлені в ній численні язичницькі забобони.
Сплеск інтересу до римського історика припадає на «каролінгське відродження». Сліди вивчення Лівія виявляються у Ейнхарда, хоча головним зразком для його біографії Карла Великого послугувало Життя дванадцяти цезарів Светонія. Відсилання до Лівія і багатьох інших античних авторів зустрічаються у Сервата Лупа, абата монастиря Ферьєр. У цей період знімаються дві копії «Історії»: в Турі близько 800 року і в Корбі в середині IX століття. Через сто років цінний рукопис з четвертою декадою купив імператор Оттон III.
Упродовж більшої частини Середніх віків найбільш читаними були перші чотири книги «Історії», в яких розповідалося про перші століття римській історії. Окрім інтересу до фактичних відомостей Лівія, середньовічні автори цінували витонченість його стилю: наприклад, історик Ламберт Герсфельдский намагався наслідувати стиль Лівія і Саллюстія. На XII століття припадає поступове зростання популярності Лівія. Вільгельм Тірский був знайомий з Лівієм і використав його соціальну термінологію. Його знав Іоанн Солсберійский, хоча виявляється всього одне посилання на «Історію».
Особливо яскравий вплив «Історії» проявилося в адаптації описів Камілла I Сципіона Африканського римським істориком. Вплив мови Лівія виявляється і в творах Данте Аліг'єрі. Хоча Лівій не виявився серед персонажів Божественної комедії, поет посилається на нього як на достовірне джерело інформації.
За поширеною версією, Франческо Петрарка особисто брав участь у зборах воєдино повного корпусу «Історії» — він коригував 1, 3 і 4 декади, які переписувалися під його керівництвом. Можливо, Петрарка виконав і критичну роботу, записавши різночитання по іншому рукопису. Рукопис Петрарки на той момент вважався повним, оскільки книги з 41 по 45 ще не були виявлені. Пізніше Петрарка назвав твори Лівія і Валерія Максима найулюбленішими історичними книгами. Італійський поет писав і листи до мертвих авторів, серед адресатів яких був і Лівій. Друг Петрарки Пьєр Берсюір переклав «Історію» Лівія французькою мовою на прохання Іоанна Доброго, що сприяло поширенню популярності римського автора серед читацької публіки. Праця Берсюіра лягла в основу перекладів на Піренейський півострів і в Шотландії. У Франції було поширено і сучасне скорочення Лівія : Бенвенуто та Імола написав, а Жан М'єло переклав на французьку мову "Romuleon" — компіляцію про римську історію, важливим джерелом якої був Лівій. В епоху Відродження на Лівія звернули увагу як на самостійного автора, тоді як раніше «Історія» розглядалася переважно як галерея зразкових героїв і джерело військових і політичних прийомів. Тоді ж за ним закріплюється слава найбільшого римського історика.

### Новий час

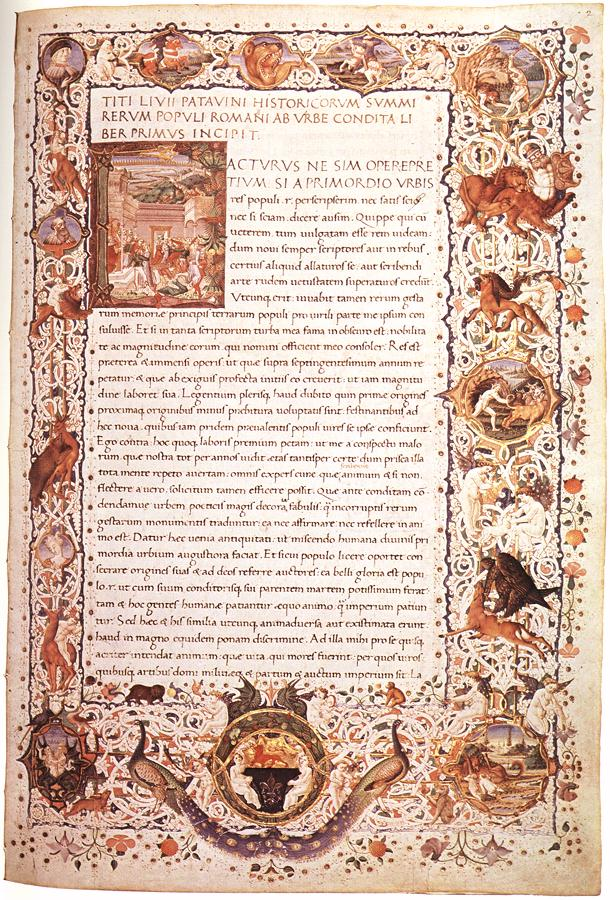
Переписана сторінка з книги, 15 ст.

Нікколо Макіавеллі написав «Міркування про першу декаду Тита Лівія» — одно з перших творів по політичній теорії, хоча до ідей флорентійського автора був ближчий не Лівій, а Тацит. Інший впливовий мислитель XVI століття Мішель Монтень вільно орієнтувався у творі Лівія. У 1548 році в Падуї був зведений мавзолей знаменитому городянинові. У Англії Лівії був цінним джерелом натхнення і джерелом політичної мудрості для публіки, що читає, в правління Єлизавети I і Якова I. «Історію» цінували за витончений стиль, але критикували за введення в оповідання вигаданих розмов. Крім того, Лівія використали як джерело для драматичних творів — багато в чому на матеріалі «Історії» були написані три п'єси Джона Вебстера, Томас Хейвуда і Джон Марстона, а також п'єса Аппій і Віргінія 1575 року невідомого автора і поема «Лукреція» Вільяма Шекспіра.
У Франції «Історія» послугувала основою для сюжету п'єси «Горацій» П'єра Корнеля і була одним із джерел натхнення для Жана Расіна. Популярність сюжетів з «Історії» в європейській культурі Нового часу була обумовлена умілою композицією тексту Лівія, яскравими образами персонажів і обговоренням актуальних моральних питань. До XVI століття популярність Лівія стала всесвітньою. У Східній Європі «Історія» була однією з моделей прози, на яку орієнтувалися місцеві автори, що писали латинською мовою, а в результаті колонізації Америки з Лівієм познайомилися й американські індійці, оскільки «Історію» вивчали в колегіумі Санта-крус де Тлателолько в Мехіко в 1530-і роки разом з іншими класичними авторами.
Розвиваючи теорію міжнародного права, Гуго Гроцій часто притягав свідчення Лівія для ілюстрації своїх думок. Перша декада «Історії» надихнула Монтескьє на написання «Роздумів про причини величі і падіння римлян», а складена Жаном-Жаком Руссо збірка розмов з «Історії» вплинула на виступи ораторів Великої французької революції. Поціновувачем розмов в творах Лівія і Саллюстія був Томас Джефферсон, який, як оратор, ставив їх вище за виступи Цицерона. 